# Le Chalet (opéra)
Pour les articles homonymes, voir Le Chalet (homonymie).
Le Chalet est un opéra-comique en un acte de Adolphe Adam sur un livret en français d'Eugène Scribe et Mélesville d'après le singspiel Jery und Bätely de Goethe.
La partition réutilise des éléments de la cantate Ariane à Naxos d'Adam (1825). Le livret du singspiel avait auparavant été mis en musique par Peter Winter, en 1790, Johann Friedrich Reichardt, en 1801, et Conradin Kreutzer, en 1810, et sera repris plus tard par Donizetti, en 1836, par Julius Rietz, en 1841, par Heinrich Stihl, en 1867, et enfin par Ingeborg Bronsart en 1873.

## Historique
L'opéra fut créé le 25 septembre 1834 à l'Opéra-Comique dans la Salle de la Bourse. Cette œuvre eut un long et vif succès à l'Opéra-Comique ; il atteignit les 500 représentations en 1851, la 1000e en 1873 et 1500e en 1922 avec Miguel Villabella dans le rôle de Daniel.

## Rôles
| Rôle                                                  | Voix          | Distribution de la création, 25 septembre 1834(Direction: Henri Valentino) |
| ----------------------------------------------------- | ------------- | -------------------------------------------------------------------------- |
| Daniel, un jeune fermier                              | ténor         | Joseph-Antoine-Charles Couderc                                             |
| Bettly, la sœur de Max                                | soprano       | Félicité Pradher, née More                                                 |
| Max, de l'armée suisse                                | baryton-basse | Inchindi (Jean-François Hennekindt)                                        |
| Chœur : Soldats, jeunes femmes et hommes de la vallée |               |                                                                            |

## Argument
La scène se passe à l’intérieur d'un chalet, ouvert à l'arrière avec une vue la campagne, et à distance, les montagnes de l'Appenzell en Suisse.
Après un chœur de jeune villageois, Daniel, un jeune fermier et « le plus charmant jeune homme de l'Appenzell », entre et chante son amour pour Bettly. Les villageois célèbrent son amour égaré, mais dans sa joie, Daniel invite tout le monde au dîner de son mariage.

## Principaux airs
Liste sur la base de l’adaptation pour piano et voix de Tallandier.
Ouverture
1. Introduction et Chœurs (sopranos 1 & 2, ténors, basses) Déjà dans la plaine
2. Air (Daniel) Elle est à moi! C'est ma compagne
3. Couplets (Bettly) Dans ce modeste et simple asile
4. Air (Max) Arrêtons-nous ici!
5. Ensemble (Max, Bettly, ténors 1 & 2, basses) Par cet étroit sentier
6. Couplets avec un chœur (Max, ténors 1 & 2, basses, un soldat) Dans le service de l'Autriche
(cont.) Ensemble (Bettly, Max, ténors 1 & 2, basses) Malgré moi je frissonne
7. Duo (Bettly, Daniel) Prêt à quitter ceux que l'on aime
8. Duo (Max, Daniel) Il faut me céder ta maitresse
9. Romance (Daniel, Bettly) Adieu vous que j'ai tant chérie
10. Trio et Finale (Daniel, Max, Bettly, chœurs) Soutiens mon bras

## Enregistrements
- Pierre Gianotti (Daniel), Julien Giovanetti (Max), Nadine Sautereau (Bettly), Pierre Roi (un soldat), Chœur et Orchestre lyrique de l'ORTF, Jules Gressier (direction), enregistrement radiophonique de 1954. Publié en LP par Unique Opera Records Corporation UORC 314, novembre–décembre 1976 ; sans dialogues parlés[7]. Egalement : Malibran CD 694 (incluant des extraits additionnels avec Armand Narçon, Edmond Tirmont et Étienne Billot) et Hambourg : Line Music, 2 CD, 2008[8].
- Joseph Peyron (Daniel), Stanislas Staskiewicz (Max), Denise Boursin (Bettly), Orchestre lyrique de l'ORTF, Albert Wolff (direction). Enregistrement du 20 novembre 1965 ; 33 minutes et 18 secondes ; extraits sans chœurs et dialogues. Incluant des extraits d'un autre ouvrage d'Adam, Le farfadet, avec Janine Capderou, Lina Dachary, Joseph Peyron, Bernard Plantey, Bernard Demigny et l'Orchestre de chambre de l'ORTF dirigé par Robert Benedetti. Enregistrement du 4 septembre 1970 ; 37 minutes et 35 secondes. Musidisc [201942][9]. Également : Gaieté lyrique CD, 1992, Michel Parouty (Notice), (OCLC 29940067) et en téléchargement Opera Depot.
- Premier enregistrement intégral mondial (avec des dialogues raccourcis) : Sébastien Droy (Daniel), Ugo Rabec (Max), Jodie Devos (Bettly), Chœur et Orchestre symphonique de l'Opéra de Toulon, Guillaume Tourniaire (direction). Enregistrement des 6-9 septembre 2016 ; 70 minutes et 16 secondes.